# Jan Biś
Jan Biś (4. května 1861 Nisko – 9. února 1915 Pławo) byl rakouský politik polské národnosti z Haliče, na počátku 20. století poslanec Říšské rady.

## Biografie
Narodil se v rolnické rodině. V mládí pracoval v zahraničí. Za vydělané peníze si pak koupil dům a zemědělské hospodářství na okraji Niska. V době svého působení v parlamentu se uvádí jako zemědělec ve městě Nisko. Byl starostou města Nisko a zasedal jako poslanec Haličského zemského sněmu. Zemským poslancem byl od roku 1908 do roku 1913. Byl členem Polské lidové strany a od roku 1908 do roku 1913 zastával funkci člena jejího předsednictva. Po rozkolu ve straně byl po roce 1913 činný v Polské lidové straně levice a roku 1914 byl zvolen do jejího předsednictva.
Působil také coby poslanec Říšské rady (celostátního parlamentu Předlitavska), kam usedl ve volbách do Říšské rady roku 1911, konaných podle všeobecného a rovného volebního práva. Byl zvolen za obvod Halič 45.
Uvádí se jako člen Polské lidové strany. Po volbách roku 1911 byl na Říšské radě členem poslaneckého Polského klubu.
Zamřel v únoru 1915 ve vesnici Pławo u Niska během ruské invaze do Haliče. Zpráva o jeho úmrtí byla publikována až po několika měsících.